# Carol Wollman Pfaff
Carol Wollman Pfaff (* 30. Januar 1944 in San Francisco) ist eine US-amerikanische Linguistin.

## Leben
Die Tochter von Herbert L. und Matilda Berk Wollman erwarb 1966 den Bachelor an der University of California at Los Angeles, den Master of Arts 1968 an der University of California at Los Angeles und den Doctor of Philosophy 1973 ebenda. Seit 1977 ist sie Professorin für Linguistik an der Freien Universität Berlin.